# PTT Bangkok Open 2006
Il PTT Bangkok Open 2006 è stato un torneo di tennis giocato sul cemento. È stata la 2ª edizione del PTT Bangkok Open, che fa parte della categoria Tier III nell'ambito del WTA Tour 2006. Si è giocato a Bangkok in Thailandia, dal 9 al 15 ottobre 2006.

## Campioni

### Singolare
Vania King ha battuto in finale  Tamarine Tanasugarn con il punteggio di 2–6, 6–4, 6–4

### Doppio
Vania King /  Jelena Kostanić hanno battuto in finale  Mariana Díaz Oliva /  Natalie Grandin con il punteggio di 7–5, 2–6, 7–5